# Słodowiec (stanice metra ve Varšavě)
Słodowiec je stanice varšavského metra na lince M1. Kód stanice je A-20. Otevřena byla 23. dubna 2008. Ze stanice je možnost přestupu na autobus a tramvaj. Leží v městské části Bielany.